# Masters de París 1994
El Masters de París 1994 fue un torneo de tenis jugado sobre moqueta. Fue la edición número 23 de este torneo. Se celebró entre el 31 de octubre y el 7 de noviembre de 1994. 

## Campeones

### Individuales masculinos
Andre Agassi vence a  Marc Rosset 6–3, 6–3, 4–6, 7–5.

### Dobles masculinos
Jacco Eltingh /  Paul Haarhuis vencen a  Byron Black /  Jonathan Stark, 3–6, 7–6, 7–5.
| Predecesor: París 1993 | Masters de París 1994 | Sucesor: París 1995 |